# Cervinia itoi
Cervinia itoi is een eenoogkreeftjessoort uit de familie van de Aegisthidae. De wetenschappelijke naam van de soort is voor het eerst geldig gepubliceerd in 1998 door Lee W & Yoo.